# Massacre de Karantina
Le massacre de Karantina (ou massacre de la Quarantaine) a eu lieu au début de la guerre du Liban le 18 janvier 1976. Il est commis par des milices des Phalanges libanaises et du Parti national-libéral dans le quartier de Karantina, un bidonville de Beyrouth Est à majorité musulmane qui était alors contrôlé par les forces de l'Organisation de libération palestinienne, habité par des Kurdes, des Syriens et des Palestiniens. Environ 1 000 personnes sont tuées dans ce massacre, et le quartier est entièrement rasé.

## Déroulement
Le 18 janvier 1976, des milices des Phalanges libanaises et du Parti national-libéral tirent des centaines d'obus sur le quartier de Karantina. Des milices envahissent ensuite le quartier pour le raser avec des bulldozers.
Environ 1 000 personnes sont tuées au cours de ce massacre.

## Escalade de la violence
Le massacre de Karantina à un rôle important dans l'escalade de la violence. En représailles au massacre, des milices palestiniennes commettent celui de Damour, le 20 janvier 1976, au cours duquel des centaines de chrétiens ont été assassinés,.
Avec l'effondrement de l'autorité du gouvernement libanais, le militantisme de factions radicales augmentait, attisé par le Samedi noir, massacre réalisé le 6 décembre 1975 par des Phalangistes libanais contre des Palestiniens et des Libanais musulmans à Beyrouth, au cours duquel des centaines de personnes sont tuées.
Le 12 août 1976, des milices chrétiennes commettent le massacre de Tel al-Zaatar, au cours duquel elles assiègent puis détruisent complètement le camp de Tel al-Zaatar. Des rescapés du massacre de Karantina étaient déplacés dans le camp de Tel al-Zaatar. Au cours de ce massacre, plus de 1 000 personnes sont tuées.

## Photographie
Françoise Demulder a reçu en 1977 le prestigieux prix World Press Photo pour un cliché pris durant cet évènement, montrant une Palestinienne implorant un milicien armé devant une maison en flammes. Françoise Demulder confiera plus tard avoir été « poursuivie durant des années » par cette photographie et hantée par la « haine démentielle » du tueur cagoulé durant cette « véritable boucherie ».